# Smoligów (Ukraina)
Smoligów (ukr. Смолигів, Smołyhiw) – wieś położona na Ukrainie, w rejonie łuckim, w obwodzie wołyńskim, liczy 495 mieszkańców.